# О’Мэлли, Дара
Да́ра О’Мэ́лли (англ. Daragh O’Malley, род. 25 мая 1954, Дублин) — ирландский актёр. Наиболее известен по роли Патрика Харпера в известной серии фильмов о приключениях королевского стрелка Ричарда Шарпа в исполнении Шона Бина, снятой по серии романов английского писателя Бернарда Корнуэлла.

## Биография
Дара О’Мэлли родился в Дублине 25 мая 1954 года, но вырос в Лимерике. Его отец Доно О’Мэлли (1921–1968) был членом парламента от партии Фианна Файл Лимерика (1954—1968). Позже он был назначен министром здравоохранения (1965–1966), а затем министром образования (1966–1968) Ирландии. Он ввёл бесплатное среднее образование в стране, что впоследствии обеспечило большой рост ирландской экономики. О его матери Хильде Мориарти (1922–1991) была написана знаменитая поэма ирландского поэта Патрика Кавана On Raglan Road (1946), с которым она встречалась в 1940-х годах, будучи студенткой-медиком. Хильда Мориарти вышла замуж за Доно О’Мэлли в августе 1947 года; у них было двое детей, Дара и Сюзанна. Доно О’Мэлли внезапно скончался в возрасте 47 лет в 1968 году. Он стал одним из тех немногих избранных ирландцев, похороны которых проходили на государственном уровне.
О’Мэлли воспитывался иезуитами в колледже «Крисент», а позже обучался у монахов-кармелитов в колледже «Теренур» в Дублине. Затем он окончил Лондонскую академию музыкального и драматического искусства. После выпуска он начал играть в театрах Ирландии, что принесло ему известность и признание критиков.
Актёр является основателем «Детского фонда Шарпа», который направлен на борьбу с нищетой, отсутствием образования и бездомностью среди детей.

## Избранная фильмография
| Год  |     | Русское название         | Оригинальное название   | Роль                 |
| ---- | --- | ------------------------ | ----------------------- | -------------------- |
| 1980 | ф   | Долгая Страстная пятница | The Long Good Friday    | ирландец #2          |
| 1983 | с   | Непридуманные истории    | Tales of the Unexpected | Джимми               |
| 1984 | ф   | Дневник террориста       | Cal                     | полицейский с шарфом |
| 1985 | с   | Последнее место на Земле | The Last Place on Earth | П. О. Крин           |
| 1987 | ф   | Уитнэйл и я              | Withnail and I          | ирландец             |
| 1993 | тф  | Стрелки Шарпа            | Sharpe's Rifles         | Патрик Харпер        |
| 1993 | тф  | Орёл Шарпа               | Sharpe's Eagle          | Патрик Харпер        |
| 1994 | тф  | Рота Шарпа               | Sharpe's Company        | Патрик Харпер        |
| 1994 | тф  | Враг Шарпа               | Sharpe's Enemy          | Патрик Харпер        |
| 1994 | тф  | Честь Шарпа              | Sharpe's Honour         | Патрик Харпер        |
| 1995 | тф  | Золото Шарпа             | Sharpe's Gold           | Патрик Харпер        |
| 1995 | тф  | Битва Шарпа              | Sharpe's Battle         | Патрик Харпер        |
| 1995 | тф  | Меч Шарпа                | Sharpe's Sword          | Патрик Харпер        |
| 1995 | ф   | Остров Головорезов       | Cutthroat Island        | Бурк                 |
| 1996 | тф  | Полк Шарпа               | Sharpe's Regiment       | Патрик Харпер        |
| 1996 | тф  | Осада Шарпа              | Sharpe's Siege          | Патрик Харпер        |
| 1996 | тф  | Миссия Шарпа             | Sharpe’s Mission        | Патрик Харпер        |
| 1997 | тф  | Месть Шарпа              | Sharpe's Revenge        | Патрик Харпер        |
| 1997 | тф  | Правосудие Шарпа         | Sharpe's Justice        | Патрик Харпер        |
| 1997 | тф  | Ватерлоо Шарпа           | Sharpe's Waterloo       | Патрик Харпер        |
| 2000 | мтф | Долгота                  | Longitude               | капитан Бурк         |
| 2004 | с   | Безмолвный свидетель     | Silent Witness          | Уолтер Шенли         |
| 2006 | тф  | Испытание Шарпа          | Sharpe's Challenge      | Патрик Харпер        |
| 2007 | с   | Воскрешая мёртвых        | Waking the Dead         | Шон Киллиган Снр     |
| 2008 | тф  | Риск Шарпа               | Sharpe's Peril          | Патрик Харпер        |
| 2011 | с   | Камелот                  | Camelot                 | Леодегранс           |
| 2014 | с   | Вера                     | Vera                    | Джон Уоррик          |